# Kichijōten

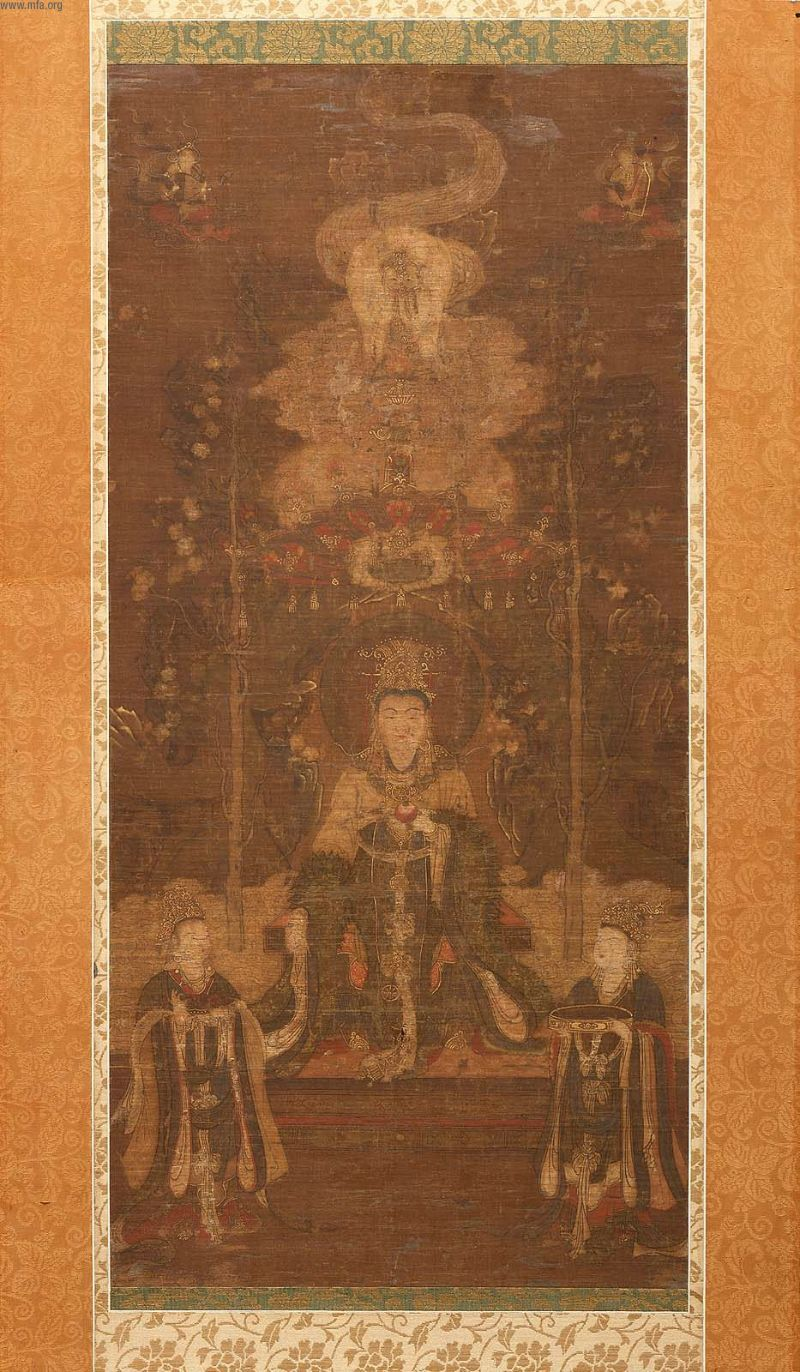
Kichijōten, la déesse de bonne fortune.

Kichijōten (吉祥天), aussi connue sous les noms Kichijō Ten, Kisshōten, Kudokuten, Laksmi, Mahasri ou Sri-mahadevi est une divinité japonaise. Adaptation de la déesse hindoue Lakshmi, elle est parfois comptée au nombre des Sept Divinités du Bonheur, en remplacement de Jurōjin. Elle est considérée comme la déesse du bonheur, de la fertilité et de la beauté.
Elle est parfois appelée Benten (弁天 ?), bien que ce nom japonais soit plus souvent attribué à la déesse Benzaiten / Sarasvati, d'origine hindoue. Associée à Bishamonten dont elle est considérée comme l'épouse, elle est représentée dans une triade avec leur fils Zennishi Dōji (善膩師童子.), comme c'est le cas au complexe de temples du mont Shigi près de Nara.
Mantra court : Om maha shri soha.[à développer]

## Galerie

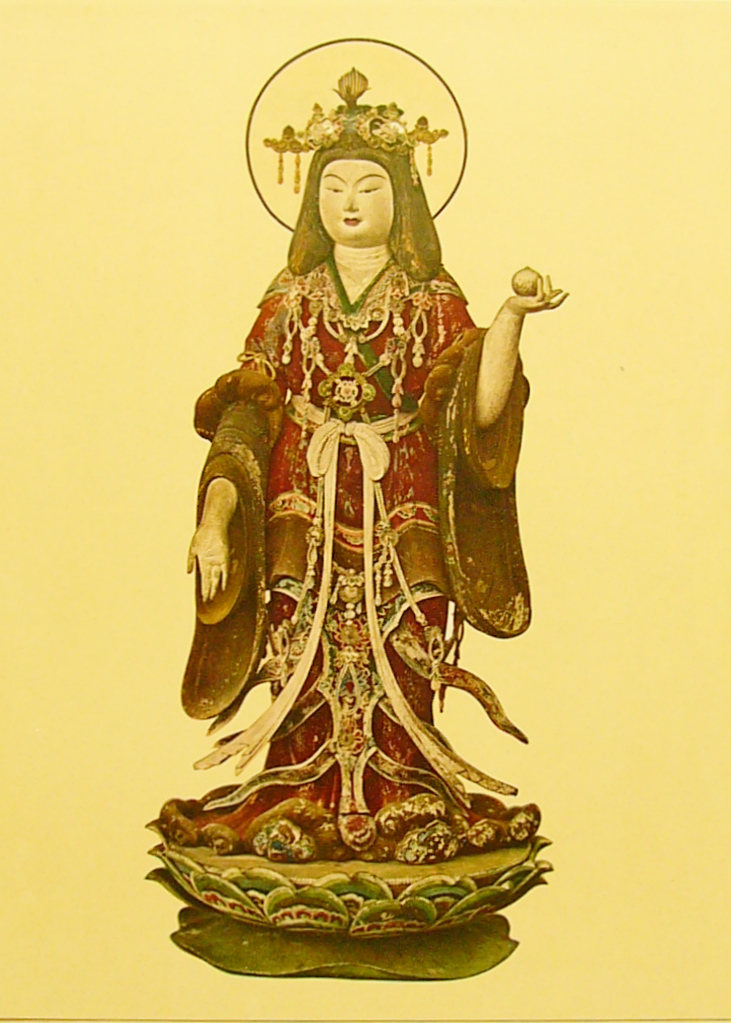
Srii-mahadeii, bois peint, environ 90 cm, Jōruri-ji (Kyoto).
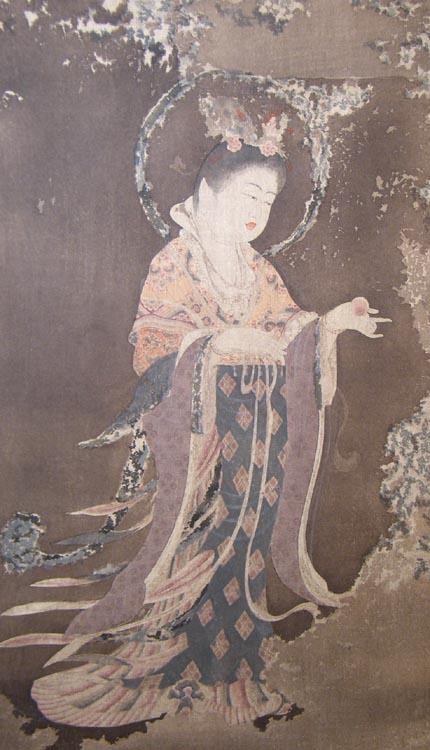
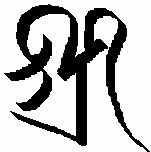
Caractère siddham.